# Pua (spinnengeslacht)
Pua is een geslacht van spinnen uit de familie Anapidae.

## Soorten
De volgende soort is bij het geslacht ingedeeld:
- Pua novaezealandiae Forster, 1959